# Manfred II de Saluces
Manfred II de Saluces (en italien : Manfredo II del Vasto ou Manfredo II di Saluzzo),(né en 1140 à Saluces et mort le 20 ou le 27 février 1215 à Saluces), est un marquis de Saluces (vers 1175 - 1215). Manfred II de Saluces est le fils de Manfred Ier del Vasto et de son épouse Eléonore, Manfred II del Vasto succède à son père vers 1175. Il est le premier membre de la Maison Alérame à se prévaloir du titre de « Marquis de Saluces » afin de mieux définir sa sphère d'influence et les limites de ses territoires encore très floues, du fait de la présence des membres d'autres lignées de sa famille.

## Règne
Manfred II est mentionné pour la première fois en 1177 lors de la trêve conclue entre Frédéric Ier et la Ligue Lombarde. Il accompagne ensuite l'empereur à Pavie. Lors du traité conclu avec Alexandrie le 13 mai 1184 il apparaît comme « Marquis del Vasto ». Plus tard il est un fidèle d'Othon IV du Saint-Empire qu'il accompagne à Ferrare en mars 1210 puis à Milan et à Turin. Nommé Vicaire Impérial pour la Lombardie du nord il sert encore Othon IV lors de son ultime voyage en Italie en 1212. Après la déposition d'Othon IV par le Pape Innocent III, Manfred II abandonne son parti et se rallie immédiatement à celui de Frédéric II du Saint-Empire. Cette politique prudente lui permet de consolider ses états .Manfred échoue devant Asti mais Mondovi lui prête serment en 1210. Il contrôle également Carmagnola, Racconigi, Revello et Dogliani. En 1198, ils fondent Cuneo, cité créée pour renforcer sa puissance dans le sud-Ouest du Piémont où le marquis doit faire face dès 1183 à l'hostilité des Provencaux, en 1210, Raimond Bérenger IV de Provence menace encore Cuneo.
Les relations avec le comte de Savoie sont relativement pacifiques malgré quelques affrontements mineurs. Le 24 octobre 1213 un accord est conclu qui prévoit l'union de sa fille Agnès, sœur de son fils Boniface prédécédé, avec Amédée le fils aîné du comte de Savoie ou à défaut son frère cadet. La dot est constituée par la moitié du marquisat et la maison de Savoie reçoit l'expectative d'en recueillir la totalité en cas d'extinction de la famille del Vasto. Une alliance militaire est également conclue le 29 avril suivant contre « qui que ce soit sauf le Roi des Romains » alors qu'Othon IV est encore soutenu par la Savoie.
Manfred II meurt entre le 20 et le 27 février 1215. Sa veuve, Alasia de Monferrat, doit rendre chaque année l'Hommage féodal à la Savoie pendant la régence de son petit-fils Manfred III de Saluces.

## Union et postérité
Manfred II épouse Alasia ou Azalaïs de Montferrat († 1232), fille de Guillaume V de Montferrat et de Judith de Babenberg. Le couple a quatre enfants :
- Agnès (après 31 mars 1223), épouse Comita Juge de Torres ;
- Boniface de Saluces († 1213), épouse Maria, fille de Comita de Torres; père de Manfred III de Saluces ;
- Marguerite (après 1233), épouse Gofredo de Salvaing ;
- une fille, épouse Guglielmo II Marquis di Ceva.